# Халонен, Тарья
Та́рья Ка́арина Ха́лонен (фин. Tarja Kaarina Halonen; род. 24 декабря 1943, Хельсинки, Финляндия) — финский политик, юрист; член Социал-демократической партии. Президент Финляндии (1 марта 2000 — 1 марта 2012).
Халонен была крайне популярным президентом, пик рейтинга одобрения которой составил 88 % в 2003 году. В 2006 году она была переизбрана, одолев кандидата от партии «Национальная коалиция» Саули Ниинистё во втором раунде с 51 % голосов против 48 %. Не имея возможности баллотироваться на президентских выборах 2012 года, она покинула этот пост 1 марта 2012 года. Её преемником стал Ниинистё.
Широко известная неравнодушием к правам человека, в 1980-е годы Халонен была председателем финской ЛГБТ-организации SETA, а во время своего президентства активно принимала участие в дискуссиях по вопросам прав женщин и глобализации. В 2006 году многие обозреватели называли её потенциальным кандидатом на должность генерального секретаря ООН, однако она не проявила к этому интереса, мотивируя это желанием завершить свой президентский срок, прежде чем задумываться о других карьерных вариантах. В 2009 году Forbes поместил её в список 100 самых влиятельных женщин в мире.

## Краткая биография
Родилась в Хельсинки в районе Каллио. Поступила в Хельсинкский университет в 1962 году и в 1968 получила диплом юриста.
В молодости отличалась леворадикальными взглядами, участвовала в пацифистском движении, поклонница Че Гевары. Покинула лютеранскую церковь после того, как женщинам было отказано в посвящении в духовный сан.
С 1980 по 1981 годы была председателем общества SETA, организации по защите прав сексуальных меньшинств в связи с чем в период своего президентства подверглась критике со стороны одного из офицеров, привлечённого судом за свои высказывания к штрафу.

## Политическая карьера
В 1971 году 28-летняя Тарья стала членом Социал-демократической партии Финляндии.
Депутат парламента Финляндии с 1979 года.
Министр социальной защиты и здравоохранения в 1987—1990. Министр юстиции в 1990—1991.
В апреле 1995 года в первом правительстве Липпонена она была назначена министром иностранных дел. На этой должности она продолжила работать и после выборов в Эдускунту во втором правительстве Липпонена, вплоть до избрания президентом в 2000 году.
Суммарно в качестве министра Халонен работала 3238 дней (на трёх министерских должностях), дольше всех после Си́никки Мёнкяре (фин. Sinikka Mönkäre).

### Президентские выборы (2000)
В первом туре Халонен получила около 40 % голосов. Её основной соперник — Эско Ахо — только 34,4 %.
Во втором туре Халонен набрала уже 51,6 %, при общем числе голосовавших 80,2 %.

### Президентство
Тарья Халонен стала первой женщиной, избранной президентом страны.
По окончании первого года президентства 1 марта 2001 года около 70 % граждан выразили своё удовлетворение деятельностью Тарьи.

### Президентские выборы (2006)
Переизбрана на второй срок в январе 2006 года.

### Второе президентство
Председатель международной группы советников фонда Baltic Sea Action Group.
1 марта 2012 года сложила свои президентские полномочия; в должность президента вступил Саули Нийнистё.

### Постпрезидентский период
В феврале 2012 года Организация Объединённых Наций предложила Тарье Халонен возглавить рабочую группу ООН по вопросам народонаселения. В марте, после сложения Халонен своих президентских полномочий, она была назначена сопредседателем этой рабочей группы (вместе с экс-президентом Мозамбика Жоакином Чиссано). Проблемы, которыми будет заниматься эта рабочая группа, включают в себя сексуальное здоровье населения, а также здоровье женщин во время беременности и родов.
Последовательно отстаивает права женщин. В июле 2012 года в интервью телеканалу YLE заявила, что «внимательно следит за тем, как осуществляются права женщин в странах, где прошла „арабская весна“», а на встрече в Пори с Лауреатом Нобелевской премии мира Таваккул Карман подчеркнула, что для демократизации стран Ближнего Востока требуется более активное участие женщин в общественно-политической жизни.
4 сентября 2012 года назначена председателем правления компании «Helsinki Sustainability Center», некоммерческой компании, собирающей и обрабатывающей информацию об исследованиях, связанных с устойчивым развитием, и предлагающей эту информацию властям.
4 апреля 2013 года во время своего 5-дневного визита в Россию в ходе которого состоялись её встречи с президентом Владимиром Путиным, премьер-министром Дмитрием Медведевым и председателем Совета Федерации Федерального собрания РФ Валентиной Матвиенко, экс-президент Финляндии подчеркнула, что ценит дружбу, присущую русским, и сохраняет личные дружеские отношения с высшим руководством России, не внося при этом конкуренции действующему президенту Финляндии Саули Нийнистё в его действиях по формированию финляндско-российских отношений.
10 октября 2013 года международная организация «Global Fairness Initiative», борющаяся за права малоимущих во всём мире, вручила Халонен премию за вовлечение профсоюзов и организаций работодателей в политический процесс в период её президентства.
В ноябре 2013 года избрана председателем административного совета Всемирного фонда дикой природы WWF в Финляндии, сменив на этом посту Пекку Хаависто, который покинул данную должность в связи с назначением на министерский пост.
Весной 2015 года была приглашёна для чтения лекций по международной политике и устойчивому развитию в Гарвардском университете.
В марте 2015 года было объявлено о назначении с мая Тарьи Халонен на должность председателя правления Финской национальной галереи — крупнейшего в Европе музейного комплекса, объединяющего Художественный музей Атенеум, Музей современного искусства Киасма, Художественный музей Синебрюхова и Центральный художественный архив.

## Личная жизнь

### Семья
- Первый муж — Кари Пекконен[фин.]
  - Дочь — Анна Халонен[фин.]; род. 1978, Хельсинки; изучала международную политику в Кентском университете в Великобритании, в настоящее время — координатор проекта в Александровском институте — крупнейшем центре по изучению России и Восточной Европы[20], действующем при Хельсинкском университете.
- Второй муж — Пентти Араярви. Официально оформили брак 26 августа 2000 года (после 15 лет совместного проживания).

### Увлечения
Увлекается плаванием, изобразительным искусством (графика, живопись).
4 августа 2012 года экс-президент написала в своём блоге в Twitter: «Привыкаем жить без кошек. Ронтти ушла к Миске», сообщив о смерти своей второй 18-летней кошки по кличке «Ронтти» (годом ранее от рака умерла первая кошка — «Миска»). 17 января 2013 года премьер-министр России Дмитрий Медведев через посла России в Хельсинки Александра Румянцева передал экс-президенту Финляндии кошку породы невская маскарадная по кличке Мегги.

## Награды
- Большой крест со звездой ордена Белой розы Финляндии (2000 год).
- Большой крест ордена Креста Свободы (2000 год).
- Большой крест со звездой ордена Льва Финляндии (1998 год)[24].
- Медаль Пушкина (Россия, 29 ноября 2007 года) — за большой вклад в распространение, изучение русского языка и сохранение культурного наследия, сближение и взаимообогащение культур наций и народностей[25].
- Орден князя Ярослава Мудрого I степени (Украина, 24 октября 2006 года) — за выдающийся личный вклад в развитие украинско-финского сотрудничества[26].
- Орден Золотого орла (Казахстан, 24 марта 2009 года)[27].
- Орден Трёх Звёзд 1-й степени с цепью (Латвия, 12 апреля 2001 года)[28].[источник не указан 1077 дней]
- Крест Признания 1-й степени (Латвия, 3 июня 2010 года)[29].
- Большой крест ордена Витаутаса Великого (Литва, 5 марта 2002 года)[30].
- Орден Креста земли Марии с цепью (Эстония, 4 мая 2000 года)[31].
- Цепь ордена Белой звезды (Эстония, 12 марта 2007 года)[32].
- Орден Белой звезды 1-й степени (Эстония, 16 мая 1995 года)[33].
- Кавалер Большого креста ордена Святого Олафа (Норвегия, 2000 год).
- Орден Серафимов (Швеция, 1 марта 2000 года).
- Командор Большого креста ордена Полярной звезды (Швеция).
- Орден Слона (Дания, 3 апреля 2001 года).
- Большой крест ордена Данеброг (Дания).
- Кавалер Большого креста ордена Сокола с цепью (Исландия, 19 сентября 2000 года).
- Кавалер Большого креста ордена Сокола (Исландия, 1997 год).
- Большая почётная звезда «За заслуги перед Австрийской Республикой» (Австрия, 2006 год)[34].
- Большой крест ордена Леопольда I (Бельгия, 2004 год)[35].
- Большой крест ордена Оранского дома (Нидерланды).
- Орден Золотого льва Нассау (Люксембург, 2008 год)[36][37].
- Орден Двойного белого креста I степени (Словакия, 2005 год)[38].
- Орден Короля Томислава (Хорватия, 7 апреля 2009 года)[39].
- Орден «За исключительные заслуги» (Словения, 2010 год)[40].
- Орден Белого орла (Польша, 18 апреля 2001 года)[41].
- Орденская цепь ордена Звезды Румынии (Румыния, 2006 год).
- Орденская цепь со знаком Большого креста ордена Заслуг (Венгрия, 2002 год)[42].
- Орден Спасителя 1-го класса (Греция).
- Большой крест ордена Почёта (Греция).
- Орден Бани (Великобритания).
- Большой крест особой степени ордена «За заслуги перед Федеративной Республикой Германия» (Германия, 2001 год).
- Кавалер Большого креста ордена Почётного легиона (Франция, 2005 год).
- Большой крест ордена Изабеллы Католической (Испания, 1999 год).
- Большая цепь ордена Инфанта дона Энрике (Португалия, 24 октября 2002 года).
- Кавалер Большого креста ордена «За заслуги перед Итальянской Республикой» (Италия, 1 сентября 2008 года)[43].
- Цепь ордена Южного Креста (Бразилия).
- Орденская цепь ордена Заслуг (Чили).
- Большая лента ордена короля Абдель-Азиза (Саудовская Аравия).
- Орденская цепь ордена Заслуг (Катар).
- Большой крест Национального ордена Льва (Сенегал).
- Большая лента ордена Пионеров Республики (Либерия).
- Цепь Высшего ордена Хризантемы (Япония).
- Международная премия «Балтийская звезда» за развитие и укрепление культурных связей в странах Балтийского региона (2019)